# Џена Деван
Џена Ли Деван (енгл. Jenna Lee Dewan; Хартфорд, 3. децембар 1980) америчка је глумица и плесачица. Каријеру је започела као плесачица на наступима Џенет Џексон, а касније је сарађивала са извођачима као што су Кристина Агилера, Пинк и Миси Елиот. Позната је по улози Норе Кларк у филму Ухвати ритам из 2006. године.

## Детињство и младост
Рођена је 3. децембра 1980. године у Хартфорду, у Конектикату. Ћерка је Ненси Смит (рођ. Берш) и Дарила Девана, који је 1972. године био ранинбек у фудбалском тиму Нотр Дам. Отац јој је Либанац и Пољак, а мајка Немица и Енглескиња.
Као дете се често селила са породицом. У једном интервјуу је споменула да је живела у седам градова пре него је стигла до седмог разреда. Током похађања средње школе у Таусону, била је професионална чирлидерсица. Касније се пребацила у средњу школу у Грејпвајну. Ишла је на Универзитет Јужне Калифорније и била чланица сестринства Пи-бета-фи.

## Приватни живот
Године 2006. почела је да излази с Ченингом Тејтумом, ког је упознала на снимању филма Ухвати ритам. Венчали су се 11. јула 2009. у Малибуу. Године 2013. добили су ћерку. Пар је 2. априла 2018. објавио да су се разишли. Шест месеци касније, Деванова је поднела захтев за развод брака. Развод је финализован у новембру 2019. године.
У октобру 2018. потврђено је да је у вези са глумцем Стивом Казијем. У фебруару 2020. пар је објавио да су се верили. Године 2020. добили су сина.
Залаже се за права животиња, а такође је и веганка. Године 2017. PETA је прогласила Деванову за једну од три „најсекси вегана”.

## Филмографија

### Филм
| Година | Српски наслов               | Изворни наслов | Улога          | Напомене    |
| ------ | --------------------------- | -------------- | -------------- | ----------- |
| 2002.  | Пиленце                     |                | Бјанка         |             |
| 2005.  | Тамара                      |                | Тамара Рајли   |             |
| 2006.  | Улични танго                |                | Саша Булут     |             |
| 2006.  | Клетва 2                    |                | Сали           |             |
| 2006.  | Ухвати ритам                |                | Нора Кларк     |             |
| 2008.  | Љубав крвари                |                | Амбер          |             |
| 2008.  |                             |                | Џенифер        | кратки филм |
| 2009.  |                             |                | Алесандра      |             |
| 2009.  | Шест жена Хенрија Лефаја    |                | Сара Џејн      |             |
| 2009.  |                             |                | Моли Тејлор    |             |
| 2009.  |                             |                | Присила Вајт   |             |
| 2011.  |                             |                | Кетрин Прескот |             |
| 2011.  |                             |                | Рејчел Метјуз  |             |
| 2011.  | 10 година                   |                | Џес            |             |
| 2011.  | Намештаљка                  |                | Мија           |             |
| 2012.  | Помало сингл у Лос Анђелесу |                | Хали           |             |
| 2019.  | Берлин, волим те            |                | Менди          |             |
| 2019.  |                             |                | Џесика         |             |

### Телевизија
| Година           | Српски наслов                           | Изворни наслов | Улога                       | Напомене                                                |
| ---------------- | --------------------------------------- | -------------- | --------------------------- | ------------------------------------------------------- |
| 2004.            |                                         |                | Хејли                       | 1 епизода                                               |
| 2004.            | Млади и немирни                         |                | Дона                        | 2 епизоде                                               |
| 2004.            | Мрачне сенке                            |                | Софија Лумис                | непродати ТВ пилот                                      |
| 2005.            | Џои                                     |                | Танја                       | 1 епизода                                               |
| 2008.            | Величанствена петорка: Тексашки скандал |                | Ема Кар                     | ТВ филм                                                 |
| 2008.            | Плес са звездама                        |                | себе                        | 1 епизода                                               |
| 2009.            | Мелроуз Плејс                           |                | Кендра Вилсон               | 2 епизоде                                               |
| 2011.            |                                         |                | Џејни                       | главна улога; 3 епизоде                                 |
| 2012—2013.       | Америчка хорор прича: Лудница           |                | Тереза Морисон              | 5 епизода                                               |
| 2013.            |                                         |                | Сара Пендер                 | ТВ филм                                                 |
| 2013—2014.       | Вештице из Источног Kраја               |                | Фреја Бичам/Амброз Банкрофт | главна улога; 24 епизоде                                |
| 2014.            |                                         |                | Брук                        | 1 епизода                                               |
| 2014.            |                                         |                | себе                        | гостујућа чланица жирија; 3 епизоде                     |
| 2015—2016.       | Супергерл                               |                | Луси Лејн                   | споредна улога; 13 епизода                              |
| 2016.            |                                         |                | себе                        | 1 епизода                                               |
| 2016.            |                                         |                | Тјусдеј                     | 1 епизода                                               |
| 2017—2018.       | Човек са планом                         |                | Џен                         | 2 епизоде                                               |
| 2017—2018, 2019. |                                         |                | себе                        | водитељка (1—2. сезона); гостујућа менторка (3. сезона) |
| 2017.            | Холивудски медијум с Тајлером Хенријем  |                | себе                        | 1 епизода                                               |
| 2018.            | Блејз и чудовишне машине                |                | Зечица (глас)               | 1 епизода                                               |
| 2018.            |                                         |                | себе                        | 1 епизода                                               |
| 2018—2019.       | Специјализант                           |                | Џулијан Бут                 | споредна улога (2. сезона)                              |
| 2019.            |                                         |                | Џоана                       | главна улога                                            |
| 2019—2020.       |                                         |                | себе                        | водитељка                                               |
| 2020.            | Роботизовано пиле                       |                | разне (глас)                | 1 епизода                                               |
| 2021—данас       | Новајлија                               |                | Бејли Нуне                  | споредна улога (3. сезона); главна улога (4. сезона)    |
| 2022.            | Супермен и Лоис                         |                | Луси Лејн                   | споредна улога                                          |
| 2022.            |                                         |                | себе                        | чланица жирија                                          |

### Музички спотови
| Година | Наслов | Извођач             |
| ------ | ------ | ------------------- |
| 1999.  |        | Менди Мур           |
| 2000.  |        | Тони Бракстон       |
| 2000.  |        |                     |
| 2000.  |        | Џенет Џексон        |
| 2000.  |        | Бел Перез           |
| 2001.  |        | Џенет Џексон        |
| 2001.  |        | Ели Кембел          |
| 2002.  |        | Миси Елиот          |
| 2003.  |        | Селин Дион          |
| 2003.  |        | Рики Мартин         |
| 2006.  |        | Шон Пол и Кејша Кол |
| 2006.  |        | Сијера и            |
| 2010.  |        | Кристина Агилера    |
| 2019.  |        | Мараја Кери         |